# Писарівка (притока Гнилого Тікичу)
Писарівка — річка в Україні, у Лисянському районі Черкаської області. Ліва притока Гнилого Тікичу (басейн Південного Бугу).

## Опис
Довжина річки приблизно 6,4 км.

## Розташування
Бере початок на південно-західній стороні від Медвина. Тече переважно на південний захід через село Писарівку і на південно-східній околиці села Боярка впадає у річку Гнилий Тікич, ліву приоку Тікичу. 
Річку перетинає автошлях Т 1006.